# Burg von Beja
Die Burg von Beja (portugiesisch Castelo de Beja) ist eine Festungsanlage im Zentrum der südportugiesischen Stadt Beja in der Region Alentejo.

## Lage

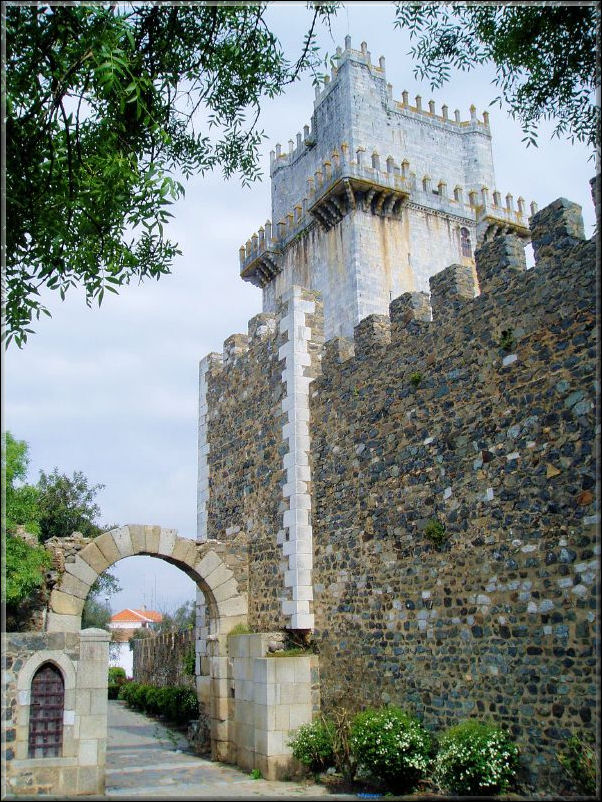
Burg von Beja mit römischem Torbogen

Die Burganlage befindet sich im Zentrum der Stadt Beja im Stadtteil Santiago Maior weniger als 100 m von der Kathedrale entfernt in einer Höhe von ca. 300 m.

## Geschichte

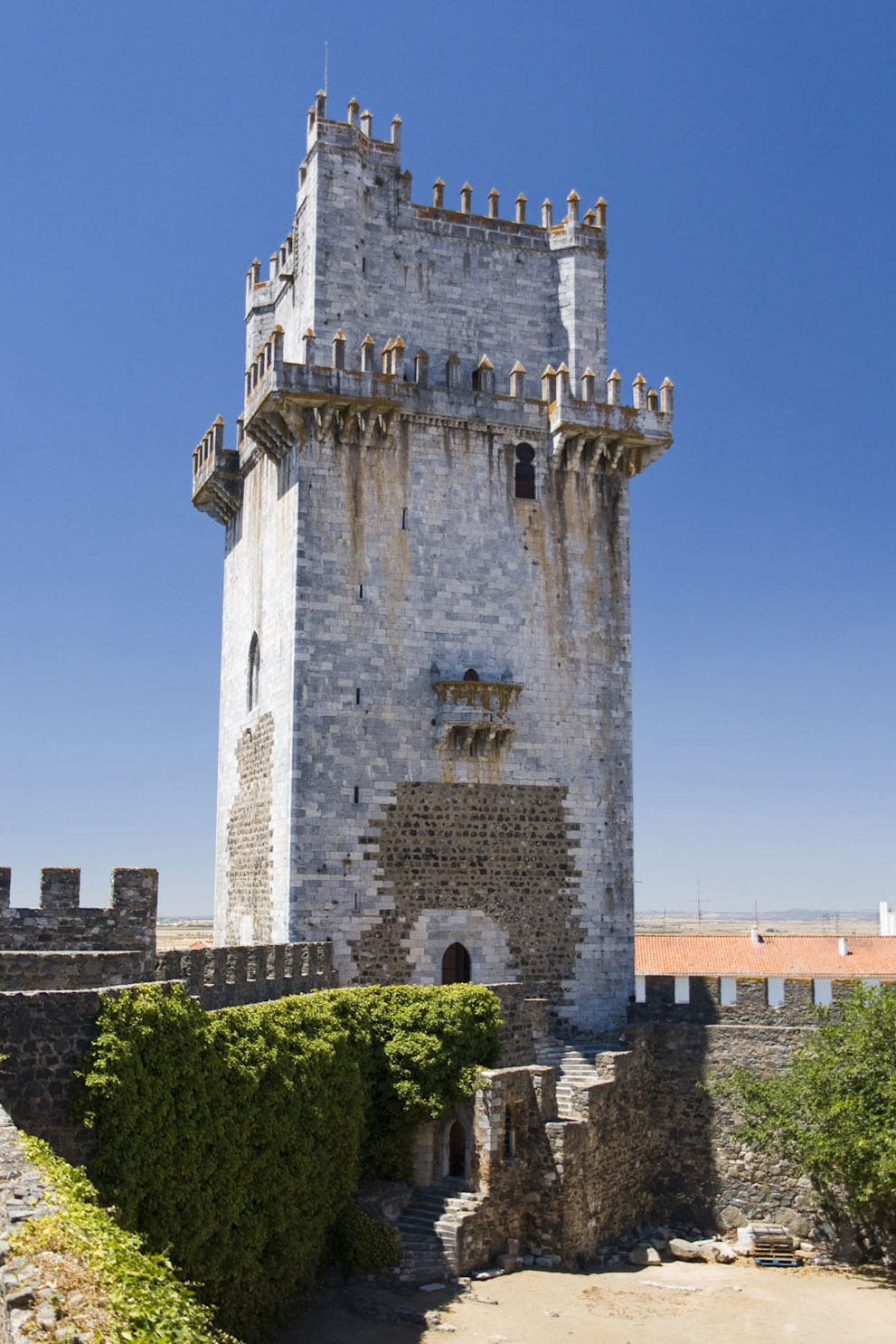
Bergfried (Torre de Menagem)

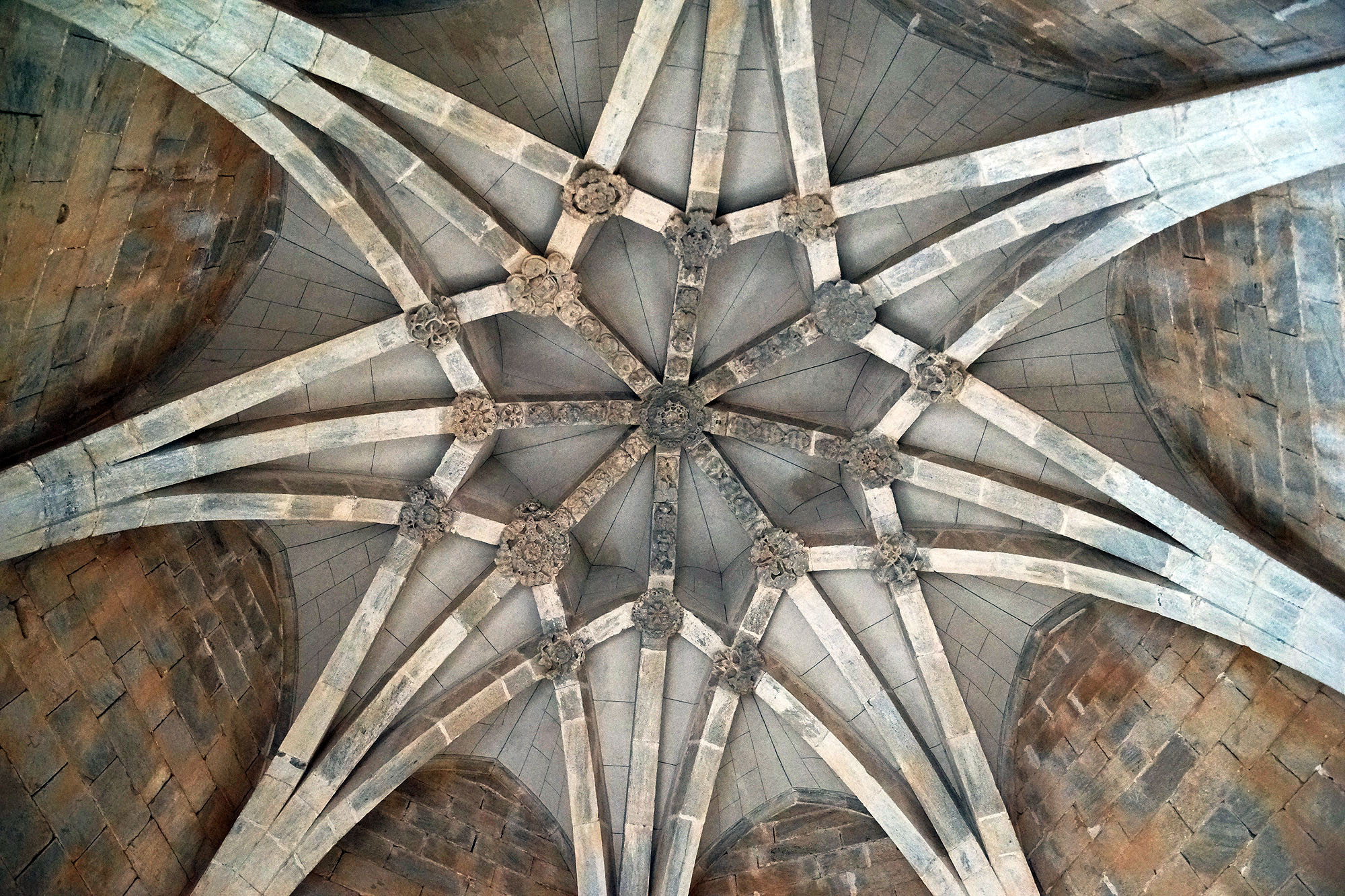
Sterngewölbe im Bergfried

Bereits in keltisch-römischer Zeit hat es in Beja eine befestigte Siedlung gegeben; die nach dem Friedensvertrag zwischen Julius Caesar und den Lusitanern  im Jahr 48 v. Chr. in Pax Julia umbenannt wurde; fortan gehörte sie zur römischen Provinz Lusitania. Der Ort blieb auch unter den Sueben, Westgoten und den Mauren ein wichtiges wirtschaftliches und strategisches Zentrum. Im Jahr 1159 wurde der Ort durch König Alfons I. von Portugal aus den Händen der Muslime zurückerobert (in der sog. Reconquista), jedoch nur wenige Monate später verlassen. Im Jahr 1191 eroberte der Almohaden-Sultan und Feldherr Almansor (eigentlich Abū Yūsuf Yaʿqūb al-Mansūr) die Gegend. Erst in den 1230er Jahren fiel sie wieder an die Christen zurück. Die Könige Alfons III. († 1279) und vor allem Dinis I. († 1325) restaurierten und vergrößerten die Burg. Unter der Herrschaft von Alfons V. aus dem Haus Avis wurde die Stadt im Jahr 1453 zum Herzogtum erhoben. Die Burg blieb bis ins 17. Jahrhundert hinein bewohnt; dann richteten die Jesuiten hier ein Kolleg ein. Im Jahr 2014 fielen Teile des Hauptturms herab; bis zum Jahr 2016 fanden umfangreiche Restaurierungsarbeiten statt.

## Architektur
Die gesamte Festung ist von einem senkrecht aufragenden zinnenbesetzten Mauerring mit mehreren Türmen und Toren umgeben; sie enthält auch Freiflächen. Am höchsten Punkt der Anlage erhebt sich der ca. 40 m hohe zweigeschossige Bergfried (Torre de Menagem), dessen beinahe monolithisch wirkendes Untergeschoss Wehrerker und Fenster mit unterschiedlichen Formen (darunter eines mit einem Hufeisenbogen) besitzt. Das stärker gegliederte Obergeschoss ist vor allem durch kleine Eckvorsprünge charakterisiert. Die Decke des Obergeschosses wird von einem Sterngewölbe mit verzierten Schlusssteinen und zentralen Rippen im Manuelinischen Stil gebildet. Die zinnenartigen Aufsätze dienen eher dem Schmuck des Bauwerks als seiner Verteidigung.